# 凱文·拉米

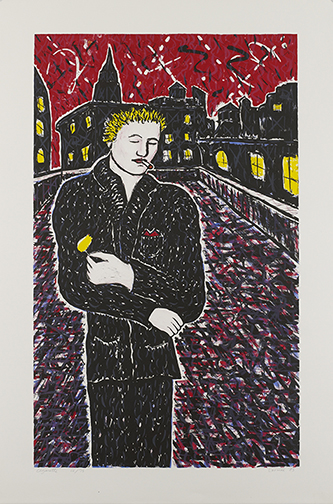
Cigarette
Lithograph, 32" x 47", 1985，布鲁克林博物馆

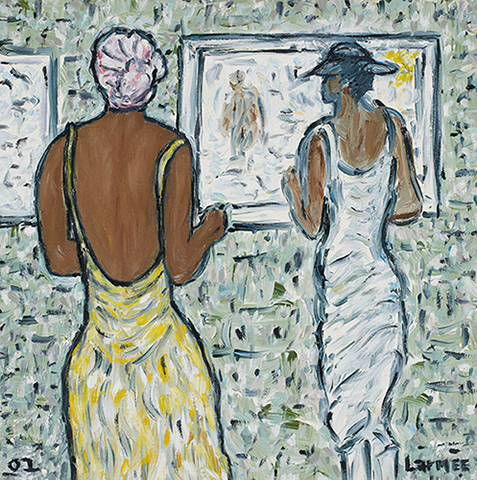
Two Ladies
Oil on canvas, 20" x 20", 2002

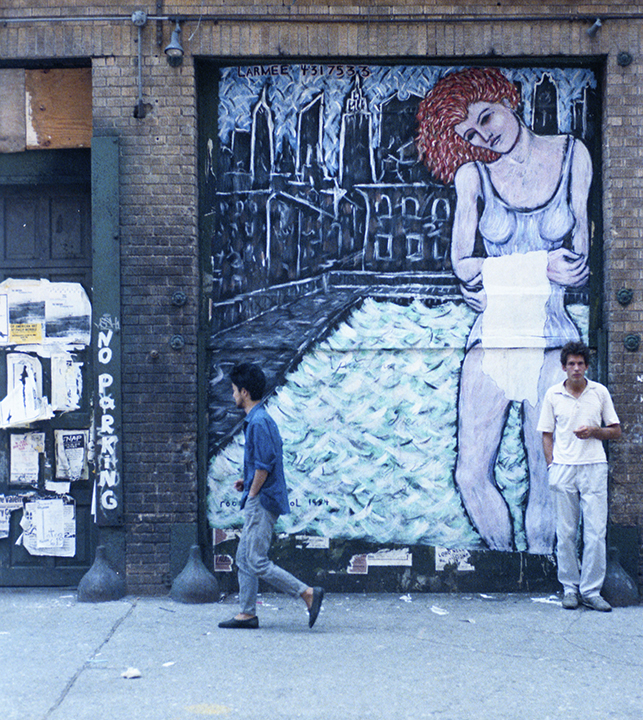
Rooftop Pool
Acrylic on paper, glued to wall, 10' x 14', 1984, New York

凯文·拉米（英語：Kevin Larmee，1946年—）是一位美国画家，以参加了1980年代在纽约东村举行的艺术活动而为人熟知。

## 早年生活
出生于新泽西州里奇菲尔德帕克，成长于伊利诺斯州芝加哥的郊区。1965-1967年間就读于当时位于伊利诺斯州芒特卡勒尔的夏默学院，並於1967-1968年間就读于圣弗朗西斯科艺术学院。至1969-1970年后，又重新返回夏默学院進修。
之后凯文·拉米在1979年与妻子Susan Isono移居纽约，和他们在1985年出生的儿子布莱斯·拉米Blaise Larmee居住在SoHo区。

## 职业

### 绘画
在1980年代初，伴随着对众多新画廊的引进，纽约的艺术街开始从SoHo区转移到东村。1984年，感到自己的工作没有得到艺术界的足够重视，凯文·拉米开始在深夜将他的大型壁画置于曼哈顿艺术中心附近建筑物的墙壁上。他会定期检查并维护这些壁画并防止被涂鸦。这些壁画在被清除或者损坏前，有时会保留几个月之久。 
凯文·拉米很快在美国纽约及其他地方的画廊展出，并继续创造街头艺术。 凯文·拉米成为由画廊艺术家组建的街头艺术运动的一份子，在上世纪80年代作为下东城B大道的画廊代表者。画廊在近十年后结束。凯文·拉米在布鲁克林艺术博物馆第二十四届全国版画展会上展出了作品《今天美国的版画》，1986年走遍国家的各种博物馆。他在1985年创作的香烟石版画是布鲁克林艺术博物馆的永久收藏之一，大急流城艺术博物馆,印第安纳波利斯艺术博物馆和托莱多艺术博物馆等也都有收藏他的作品。1989年，凯文·拉米和家人搬到芝加哥，在那里继续绘画。

### 风格
凯文·拉米上世纪80年代的版画背景通常是夜间的城市环境，将一到两个孤立个体置于空无一人的街道，地铁站台或有波光的水纹前，将强烈的色彩，多层次图案和人物结合起来。他的这一技巧被描述为“宽松的画笔和粗糙的质感”。纽约时报在1986年写到，他在地铁站台上的版画“收集移动列车的能量来摆动。”他的街头版画的代表作是手夹香烟的金发男人，一个男人站着，手夹香烟，空洞的眼睛盯着地面，身后是纽约的天际线。  受印象派的影响，他的作品往往有大量的油漆和纹理，使用平面人物来创作。

## 部分展览
- White Columns（英语：White Columns） New York, NY, 1983
- Solo exhibition, Avenue B Gallery, New York, NY, 1984
- Micro Show, Now Gallery（英语：Now Gallery）, New York, NY, 1984
- ABC No Rio（英语：ABC No Rio）, New York, NY, 1984
- Fashion Moda（英语：Fashion Moda）, New York, NY, 1984
- Sex, Sharpe Gallery, New York, NY, 1984
- New York, New Art, Vorpal Gallery, San Francisco, CA, 1985
- Solo exhibition, Avenue B Gallery, New York, NY, 1985
- Contemporary Visions '85, Zolla/Lieberman Gallery, Chicago, IL, 1985
- East Village, Fashion Institute of Technology（英语：Fashion Institute of Technology）, New York, NY, 1986
- Solo exhibition, Avenue B Gallery, New York, NY, 1986
- New York: East Village Exhibit, Lancaster, OH, 1986
- Solo exhibition, Giannetta Gallery, Philadelphia, PA, 1986
- Eight Urban Painters, Fine Arts Center Gallery of the State University of New York at Stony Brook, 1986
- Public and Private: American Prints Today, Brooklyn Museum Brooklyn, NY; Flint Institute of Arts（英语：Flint Institute of Arts）, Flint, MI; Rhode Island School of Design, Providence, RI; Carnegie Museum of Art, Pittsburgh, PA; Walker Art Center, Minneapolis, MN; 1986–87
- Solo exhibition, Signet Arts, St. Louis, MO, 1987
- Solo exhibition, Natalie Bush Gallery, San Diego, CA, 1987
- The Eccentric Landscape, Esther Saks Gallery, Chicago, IL, 1990
- Solo exhibition, Eastwick Gallery, Chicago, IL, 1997
- The Art of Democracy, Loyola University Museum of Art（英语：Loyola University Museum of Art）, Chicago, IL, 2008